# Амуры Лондона
Амуры Лондона (англ. London Amora) — музей, посвященный любви и эротическим взаимоотношениям людей, располагается в городе Лондон на площади Пикадилли. Все 9 залов выполнены в розовых и красноватых тонах, а искусно установленное освещение создает соответствующую атмосферу.
Музей активно использует последние технические новинки, сенсорные экраны, мультимедиа, посвященные любовным отношениям и сексуальным темам. Над экспозицией работали историки, исследователи и сексологи, которые сделали все, чтобы посетители поняли искусство любви.